# 기아 KB트럭
기아 KB트럭은 기아자동차에서 최초로 출시한 대형 트럭이다.

## 상세
1978년에 출시하였으며, 히노자동차의 히노 K/T/H형 트럭 중 KB만 이름까지 그대로 들여왔다. 그래서 라인업은 4×2 하나 밖에 없었다. 생산은 광주광역시에서 진행되었다. 1984년에 후속 차종인 AM트럭이 출시되었지만 AM407C로 개명하였고, 1985년에는 전면부를 AM트럭과 동일한 디자인으로 변경한 1986년식을 발매하였다. 1987년에 AM417/AM418C가 나온 뒤에 단종되었다. 판매 기간 동안 기아자동차와 아시아자동차 상표가 달린 차량이 공존하였다.

## 경쟁 차종
- 현대 대형트럭
- 대우 대형트럭
- 쌍용 DA트럭